# Toshiyuki Takagi
Toshiyuki Takagi (高木 俊幸, Takagi Toshiyuki), né le 25 mai 1991 à Yokohama, est un footballeur japonais qui évolue au Cerezo Osaka.

## Biographie
Toshiyuki Takagi commence sa carrière professionnelle au Tokyo Verdy, club évoluant en J-League 2. Il joue son premier match en championnat lors de l'année 2009.
En 2011, Takagi s'engage avec l'équipe du Shimizu S-Pulse. Le club évolue en J-League 1.
Toshiyuki Takagi a été membre de l'équipe du Japon des moins de 20 ans.

## Palmarès
- Ligue des champions de l'AFC 2017